# 松岡菜摘
松岡菜摘（日语：／ Matsuoka Natsumi */?，1996年8月8日—）是日本前偶像藝人，為女子偶像團體HKT48 Team H前成員，曾為Team H隊長，福岡縣出身。2011年以HKT48一期生身分出道。2022年9月4日自HKT48畢業，並退出演藝圈。

## 經歷
2011年7月10日，通過最終審查正式成為HKT48創團成員。10月23日，在西武巨蛋舉行的《飛翔入手》發行紀念全国握手会活動「AKB48祭典 powerd by AKB48神TV」，與其他HKT48成員一同初次出席媒體公開活動。11月26日，於HKT48劇場柿落公演中正式於劇場出道
2012年2月5日，與村重杏奈與宮脇咲良加入於2010年6月5日在幕張展覽館的活動中成立的「蜜瓜包同盟」（メロンパン同盟），此團體由松井玲奈擔任會長，島崎遙香擔任副會長，成員另有AKB48的市川美織、NMB48的福本愛菜、SKE48的磯原杏華。3月4日，Team H結成，從研究生升格為正式成員，為16位創團成員之一。4月13日，與兒玉遙、坂口理子到韓國參加「慶州櫻花馬拉松」。4月22日，參加AKB48「為了誰」計劃的活動，與AKB48的6名成員共同訪問因311地震而受創的岩手縣釜石市。
2014年1月11日，於大分縣iichiko剧场“HKT48九州7县巡演～和可爱的孩子们一起旅行～”的首日夜公演中，發表了被稱為「轉班」的隊伍重组消息，宣布留任Team H。2月24日，於DiverCity東京舉辦的「AKB48集團大組閣祭」中，宣布所屬隊伍除維持轉班時發表的留任Team H，並成為Team H副隊長。6月7日，於「AKB48第37張單曲選拔總選舉」中獲得12,569票，得到第64名，首次進入圈內並成為Future Girls的一員。
2015年5月1日，在「AKB48×週刊YOUNG JUMP×755watch」合作舉辦的個人寫真集爭奪戰中拿下第一名，並憑此成績獲得推出個人寫真集的機會。6月6日，於「AKB48第41張單曲選拔總選舉」中以17,387票獲得第51名，再度成為Future Girls。9月24日，發行首本個人寫真集《追伸》。
2016年6月18日，於「AKB48第45張單曲選拔總選舉」中以20,980票獲得第46名，成為Next Girls。7月11日，於「HKT48夏之Hall Tour2016～HKT要從AKB48家族脫離？國民投票演唱會～」中，被即將畢業的Team H隊長穴井千尋指名為新一任Team H隊長。8月1日，正式成為新一任Team H隊長。
2017年6月17日，於「AKB48第49張單曲選拔總選舉」中以19,372票獲得第59名，成為Future Girls。
2018年6月16日，於「AKB48第53張單曲選拔總選舉」中以22,050票獲得第55名，成為Future Girls。
2022年7月2日，於Team H「RESET」公演中宣布畢業。8月31日，在HKT48劇場舉行畢業公演。9月4日，出席在HKT48劇場舉辦的HKT48第13張單曲《3-2》、第14張單曲《想和你一起去某個地方》、第15張單曲《沙灘涼鞋為何不見了?》劇場盤發行紀念「會場聊天會」代替活動，正式從HKT48畢業，並從演藝圈引退。

## 人物
- 在HKT48劇場中使用的Catch Phrase（自我介紹詞）是「內臟～『想吃』（由觀眾與成員一起喊）。最喜歡吃內臟的暱稱『Natsu』的松岡菜摘[註 4]。」[30]
- 如同Catch phrase所說，喜歡吃內臟類的食物，例如九州的牛內臟鍋，但討厭吃豆類與海鮮類的食物[31]。
- 特技是爵士舞[32]、料理[1]。
- 興趣是舞蹈[32]、拍攝天空的照片[32]。
- 迷人之處則是眼睫毛[1]。
- 家中成員除父母外，還有一位比松岡年長四歲的姐姐[33][34]。
- 家中並未飼養寵物，此外松岡也不喜歡動物[31][35]。
- 與前SKE48的磯原杏華同年同月同日生（1996年8月8日）。

## 音樂作品
- 標註「★」符號者表示該首歌曲有拍攝MV。

### AKB48家族單曲CD
HKT48
|      | 發行日期       | 單曲名稱               | 參與歌曲名稱               | 名義   | 收錄於 | MV | 備註                   |
| ---- | -------------- | ---------------------- | -------------------------- | ------ | ------ | -- | ---------------------- |
| 1st  | 2013年3月20日  | 喜歡！喜歡！小跳步！   | 喜歡！喜歡！小跳步！       |        | 全版本 | ★  | A面曲                  |
| 1st  | 2013年3月20日  | 喜歡！喜歡！小跳步！   | 求求你華倫亭               |        | 全版本 |    |                        |
| 1st  | 2013年3月20日  | 喜歡！喜歡！小跳步！   | 現在是第一                 | 旨口姬 | Type-B | ★  |                        |
| 2nd  | 2013年9月4日   | 哈密瓜汁               | 哈密瓜汁                   |        | 全版本 | ★  | A面曲                  |
| 2nd  | 2013年9月4日   | 哈密瓜汁               | 在那裡思考些什麼？         |        | 全版本 |    |                        |
| 2nd  | 2013年9月4日   | 哈密瓜汁               | 泥之節拍器                 | 旨口姬 | Type-B | ★  |                        |
| 3rd  | 2014年3月12日  | 櫻花，大家一起來品嚐   | 櫻花，大家一起來品嚐       |        | 全版本 | ★  | A面曲                  |
| 3rd  | 2014年3月12日  | 櫻花，大家一起來品嚐   | 你怎么了？                 |        | 全版本 |    |                        |
| 3rd  | 2014年3月12日  | 櫻花，大家一起來品嚐   | 已讀無視                   | Team H | Type-A | ★  |                        |
| 3rd  | 2014年3月12日  | 櫻花，大家一起來品嚐   | 因为喜欢你（博多腔版）     |        | 劇場盤 |    |                        |
| 4th  | 2014年月24日   | 有所保留的我愛你！     | 有所保留的我愛你！         |        | 全版本 | ★  | A面曲                  |
| 4th  | 2014年月24日   | 有所保留的我愛你！     | 偶像的王者                 | Team H | Type-A | ★  |                        |
| 5th  | 2015年4月22日  | 12秒                   | 12秒                       |        | 全版本 | ★  | A面曲                  |
| 5th  | 2015年4月22日  | 12秒                   | 人生就是摇滚               |        | 全版本 | ★  |                        |
| 5th  | 2015年4月22日  | 12秒                   | 变色龙女高中生             | Team H | Type-A | ★  |                        |
| 6th  | 2015年11月25日 | 吵死了！               | 吵死了！                   |        | 全版本 | ★  | A面曲                  |
| 6th  | 2015年11月25日 | 吵死了！               | 黄昏的马车                 |        | 全版本 |    |                        |
| 6th  | 2015年11月25日 | 吵死了！               | Buddy                      | Team H | Type-A | ★  |                        |
| 7th  | 2016年4月13日  | 給74億分之1的你        | 給74億分之1的你            |        | 全版本 | ★  | A面曲                  |
| 7th  | 2016年4月13日  | 給74億分之1的你        | Chain of love              |        | 全版本 |    |                        |
| 8th  | 2016年9月7日   | 最棒了唷               | 最棒了唷                   |        | 全版本 | ★  | A面曲                  |
| 8th  | 2016年9月7日   | 最棒了唷               | 夢一場（穴井千尋與同伴們） |        | Type-A | ★  |                        |
| 8th  | 2016年9月7日   | 最棒了唷               | 把夜空的月亮吞下           | Team H | Type-B | ★  |                        |
| 9th  | 2017年2月15日  | BUG也無妨              | 不可避免的情人             |        | 全版本 | ★  |                        |
| 9th  | 2017年2月15日  | BUG也無妨              | HKT48家族                  |        | 劇場盤 |    |                        |
| 10th | 2017年8月2日   | 接吻真的只能慢慢來嗎？ | 接吻真的只能慢慢來嗎？     |        | 全版本 | ★  | A面曲                  |
| 11th | 2018年5月1日   | 快進的日曆             | 快進的日曆                 |        | 全版本 | ★  | A面曲                  |
| 11th | 2018年5月1日   | 快進的日曆             | 不想當成是季節的錯         |        | 全版本 |    |                        |
| 12th | 2019年4月10日  | 意志                   | 意志                       |        | 全版本 | ★  | A面曲                  |
| 12th | 2019年4月10日  | 意志                   | 從誰開始握手               |        | 全版本 |    |                        |
| 12th | 2019年4月10日  | 意志                   | 無論何時都在身邊           |        | Type-A | ★  |                        |
| 13th | 2020年4月22日  | 3-2                    | 3-2                        |        | 全版本 | ★  | A面曲                  |
| 13th | 2020年4月22日  | 3-2                    | Kiss的花瓣                 | Chou   | Type-A | ★  | 與森保圓共同擔任Center |
| 13th | 2020年4月22日  | 3-2                    | 青春的出口                 |        | 劇場盤 |    |                        |
| 14th | 2021年5月12日  | 想和你一起去某個地方   | 想和你一起去某個地方       | 燕選拔 | 全版本 | ★  | A面曲                  |
| 15th | 2022年6月22日  | 沙灘涼鞋為何不見了?    | 沙灘涼鞋為何不見了?        |        | 全版本 | ★  | A面曲                  |

AKB48
|      | 發行日期        | 單曲名稱           | 參與歌曲名稱   | 名義            | 收錄於 | MV | 備註 |
| ---- | --------------- | ------------------ | -------------- | --------------- | ------ | -- | ---- |
| 27th | 2012年08月29日  | 格子花紋           | 那一天的風鈴   | Waiting Girls   | 劇場盤 |    |      |
| 29th | 2012年12月05日  | 永遠的壓力         | 初戀蝴蝶       | HKT48           | Type-C | ★  |      |
| 31th | 2013年5月22日   | 再見自由式         | 玫瑰的果實     | Under Girls     | Type-C | ★  |      |
| 34th | 2013年12月11日  | 倘若在梧桐樹什麼的 | 眨眼3次        | HKT48           | Type-H | ★  |      |
| 35th | 2014年02月26日  | 勇往直前           | 早看穿你的謊言 | Beauty Giraffes | Type-A | ★  |      |
| 37th | 2014年08月27日  | 心意告示牌         | 個性差的女生   | Future Girls    | Type-B | ★  |      |
| 38th | 2014年11月26日  | 希望無限           | Ambulance      | 百合組          | Type-B | ★  |      |
| 39th | 2015年03月4日   | Green Flash        | 大人列車       | HKT48           | Type-H | ★  |      |
| 41st | 2015年08月26日  | Halloween Night    | 婚紗送給你…    | Future Girls    | Type-A | ★  |      |
| 42nd | 2015年12月09日  | 紅唇Be My Baby     | 班花的選擇     | 玲奈七選拔      | Type-B | ★  |      |
| 43rd | 2016年03月09日  | 你就是旋律         | Make noise     | HKT48           | Type-C | ★  |      |
| 45th | 2016年08月31日  | LOVE TRIP/分享幸福 | 沒進化嘛       | Next Girls      | Type-B | ★  |      |
| 47th | 2017年03月15日  | Shoot Sign         | 轉不停的摩天輪 | HKT48           | Type-C | ★  |      |
| 48th | 2017年05月31日  | 空有願望           | 明滅女人香     |                 | Type-B | ★  |      |
| 49th | 2017年08月30日  | #就是喜歡你        | 至少我們的戀情 | Future Girls    | Type-B | ★  |      |
| 50th | 2018年03月14日  | Ja-Ba-Ja           | 直到倒下為止   | HKT48           | Type-C | ★  |      |
| 53th | 2018年09月19日  | 感傷列車           | 某天 不經意…   | Future Girls    | Type-B | ★  |      |
| 54th | 2018年011月28日 | NO WAY MAN         | 堵住耳朵!      | Team Nice fight | 劇場盤 |    |      |

### AKB48家族專輯CD
HKT48
|     | 發行日期       | 專輯名稱    | 參與歌曲名稱     | 名義 | 收錄於 | 備註   |
| --- | -------------- | ----------- | ---------------- | ---- | ------ | ------ |
| 1st | 2017年12月27日 | 092         | 食指的子彈       |      | 全版本 | 主打曲 |
| 1st | 2017年12月27日 | 092         | 百香果的秘密     | Chou | Type-D |        |
| 2nd | 2021年12月2日  | Outstanding | 突然 Do love me! |      | 全版本 | 主打曲 |
| 2nd | 2021年12月2日  | Outstanding | HAKATA吸血鬼     |      | Type-D |        |

AKB48
|      | 發行日期       | 專輯名稱 | 參與歌曲名稱      | 名義                    | 收錄於 | 備註 |
| ---- | -------------- | -------- | ----------------- | ----------------------- | ------ | ---- |
| 04th | 2012年08月15日 | 1830m    | 藍天 不會寂寞嗎？ | AKB48+SKE48+NMB48+HKT48 | 全版本 |      |
| 08th | 2017年01月25日 | 點時成菁 | 青澀的搖滾        |                         | Type-B |      |

### 劇場公演分組曲
| 公演名稱                           | 參與歌曲名稱     | 備註             |
| ---------------------------------- | ---------------- | ---------------- |
| 研究生時期                         |                  |                  |
| HKT48 1st Stage「手牽手」公演      | 雨珠鋼琴師       | Center           |
| HKT48 1st Stage「手牽手」公演      | 胸口的条码       |                  |
| Team H時期                         |                  |                  |
| Team H 1st Stage「手牽手」公演     | 雨珠鋼琴師       | Center           |
| Team H 1st Stage「手牽手」公演     | 胸口的条码       | 中西智代梨的代演 |
| Team H「博多傳奇」公演             | 無望之淚         | 至2013年10月30日 |
| Team H「博多傳奇」公演             | 遠距離海報       |                  |
| Team H「博多傳奇」公演             | 制服的抵抗       | 指原莉乃的代演   |
| Team H「博多傳奇」公演             | 禁忌的2人        | 2013年11月7日起  |
| Team H「博多傳奇」公演             | 制服的班比       | 宮脇咲良的代演   |
| HKT48 向日葵組「睡衣兜風」公演     | 無望之淚         |                  |
| Team H 2nd Stage「青春女孩」公演   | Blue rose        |                  |
| Team H 2nd Stage「青春女孩」公演   | 放浪之夏         |                  |
| Team H 2nd Stage「青春女孩」公演   | 禁忌的2人        | 田島芽瑠的代演   |
| Team H 3rd Stage“最终鐘聲鳴響”公演 | 雄蕊雌蕊夜之蝶   |                  |
| Team H 3rd Stage“最终鐘聲鳴響”公演 | 再戰             | 坂口理子的代演   |
| Team H 4th Stage“劇場的女神”公演   | 來一塊糖果       |                  |
| Team H 4th Stage“劇場的女神”公演   | 暴風雨之夜       |                  |
| Team H 4th Stage“劇場的女神”公演   | 夜風的惡作劇     |                  |
| HKT48 向日葵組「正在戀愛中」公演   | 純愛的漸強音     |                  |
| HKT48 向日葵組「誘惑的吊襪帶」公演 | I'm sure.        |                  |
| Team H 5th Stage「RESET」公演      | 奇跡也趕不及合格 | Center           |
| Team H 5th Stage「RESET」公演      | 制服的抵抗       | 指原莉乃的代演   |

## 演出

### 電視劇
- 福岡戀愛白書7（日语：福岡恋愛白書#パート7） 第2話「初戀之詩」（2012年3月24日，九州朝日放送）：飾演 女子部員 陽子[36]
- 拔河女孩（2013年2月2日，福岡放送）：飾演 紗季[37]
- 馬路須加學園0 木更津亂鬥篇（2015年11月29日，日本電視台、Hulu）：飾演 屁股（オシリ）[38][39]
- AKBLove夜 戀愛工場（日语：AKBラブナイト 恋工場） 第32集「肯定再次愛上你」（2016年8月11日，TELASA、朝日網絡電視台）：飾演 初果（單篇主演）[40]
- 勇者義彥和被引導的七人 第9集（2016年12月3日，東京電視台）（客串）：飾演 口紅少女組（ルージュ）的成員[41][42]

### 廣播
- HKT48 夜裡聽廣播（日语：HKT48 ラジオ聴かナイト!） （2012年4月8日－2022年9月4日，KBC電台）- 主要主持人[43]

### 舞台劇
- HKT48指原莉乃座長公演（2015年4月8日－23日，明治座／8月15日－31日，博多座）：飾演 樁[44]

### 活動
- 東京女孩展演
  - TGC KITAKYUSHU 2019 by TOKYO GIRLS COLLECTION（2018年10月6日，西日本綜合展示場）[45]
  - TGC KITAKYUSHU 2019 by TOKYO GIRLS COLLECTION（2019年10月5日，西日本綜合展示場）[46]
- 福岡軟銀鷹 vs. 北海道日本火腿鬥士 開球儀式（2020年7月21日，PayPay巨蛋）[47]

## 書籍

### 寫真集
- 追伸（2015年9月24日，集英社）[48][49]